# 奎昌
奎昌（？年—？年），道光十六年繙譯進士，清朝官员。

## 履歷
咸豐3年至咸豐9年，右中允。
咸豐3年，日講起居注官。
咸豐9年至咸豐10年，左庶子。
咸豐10年至同治5年，太僕寺卿。
同治5年，署科布多參贊大臣。
同治5年至同治10年，科布多參贊大臣。
同治5年至同治10年，副都統職銜。
同治8年至同治9年，欽差建立塔爾巴哈台所屬地方界址牌博。
同治10年，署定邊左副將軍-烏里雅蘇台將軍。
同治12年至光緒2年，署察哈爾副都統。
同治12年，暫署察哈爾都統。
光緒2年至光緒5年，察哈爾副都統。
同治九年（1870年）六月，科布多大臣奎昌赴塔爾巴哈台與俄使勘辦立界，與俄國代表穆魯木策傅訂立《中俄塔爾巴哈台界約》。自瑪呢圖噶圖勒干卡倫至哈巴爾蘇，中國共立界牌10處。